# Dead or Alive 6
Dead or Alive 6 es un videojuego de lucha, producido por Team Ninja y distribuido por Koei Tecmo. Su lanzamiento fue el 1 de marzo de 2019 para las plataformas PlayStation 4, Xbox One y Microsoft Windows.

## Argumento
Tras los eventos de Dead or Alive 5, Kasumi se retira de su clan ninja y reside en secreto en un pueblo de montaña, pero el mundo está a punto de ser amenazado por un nuevo plan siniestro.

## Personajes
El juego cuenta con 31 personajes jugables. De acuerdo con los desarrolladores durante una entrevista, no presentará a los personajes que fueron presentados en Dead or Alive Xtreme 3 Venus Vacation y Scarle. Los posibles personajes DLC futuros incluyen Momiji de Ninja Gaiden. También habrá dos personajes invitados de SNK, incluido Mai Shiranui que regresará de Dead or Alive 5 Last Round. Más tarde fue confirmada Kula Diamond de The King of Fighters 2000 como el otro personaje invitado de SNK.
Personajes destacados en negrita son nuevos o jugables por primera vez en la franquicia, los personajes invitados están destacados en cursiva.
- Ayane
- Bass Armstrong
- Bayman
- Brad Wong
- Christie
- Diego
- Eliot
- Hayate
- Helena Douglas
- Hitomi
- Honoka
- Jann Lee
- Kasumi
- Kokoro
- La Mariposa
- Leifang
- Marie Rose
- Mila
- NiCO
- Raidou
- Rig
- Ryu Hayabusa
- Tina Armstrong
- Zack

Los siguientes personajes fueron añadidios como contenido descargable post lanzamiento.
- Phase-4
- Nyotengu
- Mai Shiranui
- Kula Diamond
- Momiji
- Rachel
- Tamaki

## Jugabilidad
Las nuevas características incluyen momentos de cámara lenta y daños visibles en los luchadores durante el transcurso de la pelea, mientras que los efectos de sudor de Dead or Alive 5 regresan y son más pronunciados. Dead or Alive 6 también marca la primera vez que la serie tiene el modo de personalización de disfraces.
Se supone que el juego es más accesible para los recién llegados. Las nuevas mecánicas introducidas son el Fatal Rush, un mecanismo amigable para los principiantes donde presionar un botón varias veces hace que el personaje realice un combo simple, y el Break Gauge, un medidor que se acumula cuando los personajes atacan. Si el medidor está lleno, un Fatal Rush culminará en un movimiento similar al que haría el golpe crítico en Dead or Alive 5. Hay un nuevo mecánismo llamado Fatal Reversal, donde el personaje invierte a un oponente, aturdiéndolo, antes de aparecer detrás de él, abierto para un contador. El sistema de malabarismo terrestre en este juego también se está mejorando para extender los combos de malabares.
Los diseñadores declararon que desean centrarse menos en el aspecto sexualizado de la franquicia y más en el juego. Sin embargo, la física de los senos sigue siendo parte del juego, pero según informes contradictorios parecen estar atenuados o no (posiblemente solo para ser ajustados por el usuario, como las opciones de sangre y violencia del juego).

## Edición
Dead or Alive 6 se lanzó para Microsoft Windows, PlayStation 4 y Xbox One el 1 de marzo de 2019, con un retraso de dos semanas desde la fecha de lanzamiento original del 15 de febrero. Los artículos de edición limitada en Japón incluyen sábanas de tamaño natural de Ayane y Kasumi, un póster de baño de Ayane y Kasumi, y mousepads 3D de Honoka y Marie Rose en forma de busto y trasero. Los personajes del juego Nyotengu y Phase 4 se han incluido en bonos de pre-orden y edición de lujo, junto con trajes exclusivos.
La física de los senos del juego se mejorará después del lanzamiento. El primer pase de temporada de contenido descargable (DLC), que cuesta más que el juego base, agrega dos personajes adicionales así como 62 trajes nuevos.
Similar a Dead or Alive 5, DOA6 tendrá una versión gratuita para "Core Fighters". Una versión de arcade también fue lanzada.

## Desarrollo
Team Ninja comenzó el desarrollo a tiempo completo en Dead or Alive 6 en diciembre de 2017. El juego se creó con un nuevo motor gráfico. El estudio anunció que buscaban atenuar ligeramente la representación sexualizada de los personajes femeninos y se centraban en ser un título de esports. Se desarrolló una campaña para un solo jugador, que fue descrita como "cohesiva" por el director y productor Yohei Shimbori, para que el juego pueda atraer tanto a jugadores ocasionales como a la audiencia occidental. Shimbori más tarde negó que el juego haya sido censurado y que con Team Ninja estaban buscando representar el juego de manera más realista.

## Recepción
Según el agregador de reseñas, Metacritic, Dead or Alive 6 recibió revisiones "generalmente favorables" para las versiones de Xbox One y PC, pero revisó las revisiones "mixtas o promedio" en la versión de PlayStation 4.
IGN le dio al juego un 7.7, indicando que "DoA 6 demuestra que este luchador tiene mucha profundidad debajo de sus atuendos, pero su modo historia está inconexo y sus funciones para jugadores múltiples están actualmente vacías".
Gamespot le dio al juego un 7, indicando que "a pesar de algunos pasos en falso, DoA6 es un peleador divertido y atractivo con un gran sentimiento, un combate fácil de aprender, un fuerte sentido del estilo visual y mucha personalidad. "Estamos buscando un nuevo juego de lucha para aprender los entresijos, o tal vez una buena entrada en el lado 3D de los juegos de lucha. DoA6 es un luchador de elección".
En Japón, se vendieron aproximadamente 26,442 unidades físicas para PS4 durante su semana de lanzamiento, convirtiéndose en el juego número uno en ventas de cualquier formato.